# Rhabdophyllum calophyllum
Rhabdophyllum calophyllum är en tvåhjärtbladig växtart som först beskrevs av Joseph Dalton Hooker, och fick sitt nu gällande namn av Van Tiegh.. Rhabdophyllum calophyllum ingår i släktet Rhabdophyllum och familjen Ochnaceae. Inga underarter finns listade i Catalogue of Life.